# Vikings: Wolves of Midgard
Vikings: Wolves of Midgard ist ein Action-Rollenspiel des Spielentwicklers Games Farm. Das Spiel erschien am 27. März 2017 für Windows, macOS, PlayStation 4 und Xbox One.

## Spielprinzip
Der Spieler erstellt einen Charakter und kann dabei das Aussehen, das Geschlecht und diverse Attribute anpassen. Es gibt mehrere Quests neben der Hauptgeschichte und das Spiel besitzt eine Open-World-Umgebung. Darin kann man schneebedeckte Täler, Wikingerstädte, Eishöhlen, alte Gräber und mehrere andere Orte erkunden. Das Gameplay verläuft zwischen linearen, in sich geschlossenen Levels, die durch ein zentrales Gebiet erreicht werden. Der Spieler kann „Jagd“-Missionen auf bereits abgeschlossenen Karten neustarten. Anstatt Erfahrungspunkte zu sammeln, sammelt der Spieler Blut, das den Göttern in ihren Altären geopfert werden kann. Holz und Eisen sind die Ressourcen, die benötigt werden, um im Spiel voranzukommen. Dadurch kann man sein Dorf verbessern oder man kann seine Fähigkeiten und Ausrüstungen verbessern. Das Spiel bietet sowohl Einzelspieler- als auch Mehrspielermodus für zwei Spieler.

## Rezeption
Das Gameplay ähnele dem von Diablo und Gauntlet. Jeuxvideo.com vergab 11 von 20 Punkten. Das Spiel hat den Slovak Game of the Year Awards in den Kategorien „Bestes Spiel“ und „Bestes visuelles Design“ gewonnen.